# Bachorzew
Bachorzew is een plaats in het Poolse district  Jarociński, woiwodschap Groot-Polen. De plaats maakt deel uit van de gemeente Jarocin en telt 360 inwoners.